# Steve Hillage
Steve Hillage, all'anagrafe Stephen Simpson Hillage (Londra, 2 agosto 1951), è un chitarrista, cantante, compositore, produttore discografico ed editore musicale inglese.
È famoso per i suoi lavori da solista e per la partecipazione in gruppi di rock progressivo che fanno riferimento alla scena di Canterbury, tra i quali i Khan, gli Egg, e i Gong. Con l'attuale band formata con la sua compagna Miquette Giraudy, i System 7, esegue musica dance-ambient.

## Biografia

### Gli inizi
Quando era ancora studente delle scuole superiori Hillage formò gli Uriel, una band di rock-blues, con Dave Stewart, Mont Campbell e Clive Brooks, che suonò di supporto ai concerti dei Fairport Convention e Arthur Brown. La band si sciolse nel 1968 quando Hillage iniziò gli studi universitari, gli altri membri cambiarono il nome del gruppo in Egg (pare che i gestori del "Middle Earth", il club psichedelico di Covent Garden dove si esibivano, non gradissero il nome Uriel).
I quattro ex membri degli Uriel si riunirono nel 1969 per registrare con il nome di Arzachel il loro unico album, l'eponimo Arzachel, nel quale i quattro musicisti figurano con degli pseudonimi: Basil Dowling (Clive Brooks) alla batteria, Njerogi Gategaka (Mont Campbell) al basso ed alla voce, Sam Lee-Uff (Dave Stewart) alle tastiere, Simeon Sasparella (Steve Hillage) alla chitarra ed alla voce. Hillage successivamente avrebbe suonato da ospite nell'album degli Egg The civil surface del 1974.
Nel 1969 si trasferì a Canterbury per studiare all'Università del Kent, suonando occasionalmente con le band locali dei Caravan e Spirogyra. Nel 1970 Steve Hillage, che intanto aveva cominciato a scrivere canzoni, aveva accumulato sufficiente materiale per un album. Con l'aiuto di Terry King, il manager dei Caravan, firmò un contratto con la Deram Records facendo loro ascoltare dei demo eseguiti con membri degli Egg.
Nel 1971 abbandonò gli studi, tornò a Londra e formò i Khan con il bassista e cantante Nick Greenwood, precedentemente membro dei Crazy World of Arthur Brown, il tastierista Dick Heninghem ed il batterista Eric Peachey, ex membro della K's Blues Band, il quale prese il posto di Pip Pyle, inizialmente coinvolto nel progetto.
Dopo un tour come gruppo di supporto dei Caravan nel 1971, nel novembre dello stesso anno i Khan entrarono in studio di registrazione per il loro primo ed unico album, al quale Dave Stewart partecipò come ospite (era sotto contratto con gli Egg) per sostituire Nick Heninghem alle tastiere. L'album, intitolato Space Shanty, fu pubblicato nel maggio del 1972 dalla Deram. La collaborazione con Stewart permise a Hillage di esprimersi al meglio, i loro fraseggi ed i frequenti stacchi che lasciavano il posto a convincenti assoli si amalgamavano bene con le parti vocali interpretate da Hillage. Tutti i brani furono firmati dallo stesso Hillage a parte un brano in cui collaborò Greenwood. I solari testi, che risentirono fortemente delle influenze del movimento hippy, seppur lontani dalle follie dadaiste dei primi Soft Machine e dei Gong, contribuirono a fare dell'opera un classico della musica di Canterbury e dell'intero rock progressivo.
Dopo l'abbandono di Nick Greenwood, Steve Hillage mantenne Peachey alla batteria, Dave Stewart diventò membro ufficiale del gruppo e venne inserito nella formazione il bassista Nigel Griggs. La collaborazione tra Hillage e Stewart portò in questo periodo alla creazione di nuovi brani, come I Love Its Holy Mystery e Solar Musick Suite, che dovevano far parte del nuovo disco dei Khan, ma che invece formeranno la struttura del suo primo album solista del 1974, nel quale Hillage confermerà il suo inconfondibile stile. Il nuovo materiale prodotto da Hillage non incontrò però l'entusiasmo di Terry King e della Decca, costringendo il gruppo a sciogliersi nell'ottobre del 1972.

### Gong
Dopo essere stato a lungo ammiratore dei musicisti della scena di Canterbury, Hillage si unì a Kevin Ayers partecipando all'album Bananamour del 1973 (Harvest Records, maggio 1973), nel quale eseguì un notevole assolo nel brano Shouting In A Bucket Blues. Durante il successivo tour con Ayers in Gran Bretagna e Francia, Steve Hillage entrò nei Gong, la band formata a Parigi da Daevid Allen dopo che nel 1967 era uscito dai Soft Machine. Hillage aveva da diverso tempo una speciale predilezione per i Gong e Allen, che avevano impresso una svolta nel rock psichedelico ed erano considerati i più anticonformisti tra i musicisti legati a Canterbury.
Nel gennaio del 1973 prese parte alle sessioni dell'album Flying Teapot, la prima avventura della trilogia "Radio Gnome Invisible" dei Gong, diventando membro ufficiale del gruppo. Con quella che è considerata la formazione classica, composta da Hillage, Miquette Giraudy, Daevid Allen, Gilli Smyth, Didier Malherbe, Tim Blake, Mike Howlett e Pierre Moerlen, la band registra i successivi Angel's Egg e You, che completano la trilogia. Di rilievo l'assolo alla chitarra di Hillage nel brano I Never Glid Before di Angel's Egg.
Nel novembre del 1973 aveva intanto partecipato ad una performance dal vivo di Tubular Bells di Mike Oldfield, negli studi della BBC.
Dopo l'abbandono di Daevid Allen e Gilli Smyth, i due membri fondatori, nel 1975 i Gong incisero Shamal. Per l'occasione la Virgin Records affidò la leadership del gruppo a Pierre Moerlen e Didier Malherbe, provocando la delusione di Hillage, che annunciò di suonare nel tour di promozione dell'album solo in qualità di ospite, sancendo così la sua uscita dal gruppo, che avvenne ufficialmente subito dopo la fine delle registrazioni nel dicembre del 1975.

### Lavori solisti degli anni settanta
La maturità espressiva raggiunta in quegli anni lo portò ad incidere il suo primo lavoro da solista, Fish Rising, registrato nel 1975 mentre era ancora membro dei Gong, con la partecipazione di molti dei musicisti del gruppo. Quest'opera è profondamente legata alla trilogia di Radio Gnome Invisible, di cui rappresenta un'importante appendice sia a livello di sound che di testi.
Il successivo album L, registrato negli USA con artisti che partecipavano al progetto musicale "Utopia" di Todd Rundgren, diede a Steve Hillage nel tour successivo del 1976 un buon successo di critica e di pubblico, confermandone la sua fama come chitarrista sperimentale e compositore di rock progressivo nel periodo precedente l'esplosione del punk.
Nel 1977 Steve Hillage registrò l'album Motivation Radio, con brani più brevi che risentirono della rivoluzione imposta dagli ascolti radiofonici di quel periodo, nel quale abbandonò il precedente repertorio di lunghe suite strumentali. Questa scelta commerciale non diede i frutti sperati ed il successivo lavoro del 1978, Green, coprodotto assieme a Nick Mason dei Pink Floyd, fu un tentativo di riprendere le sonorità di Fish Rising ma non incontrò il favore della critica e del pubblico.
I lavori di Steve Hillage negli anni settanta, ai quali ha collaborato la compagna Miquette Giraudy, coniugarono nei viaggi onirici della sua musica un alto livello di sperimentazione e complesse tecniche di produzione in studio. Con i testi surreali di alcune sue canzoni come Elecrick Gypsies dell'album L, dense di riferimenti alla cultura indiana, era diventato un esponente della cultura hippie. Alla ricerca di nuove dimensioni musicali, passò molto tempo nell'area di Ladbroke Grove a Londra, tradizionale "tempio" dell'underground britannico, lavorando con Nik Turner, membro fondatore degli Hawkwind.
Hillage fu entusiasta dell'energia e della libertà espressiva del punk rock, come testimonia il brano 1988 Aktivator, pubblicato nell'album Live Herald del 1979. Nel 1977 si esibì dal vivo assieme agli Sham 69, e nell'album Open del 1979 alcuni brani come Getting In Tune e Don't Dither Do It subiscono sensibilmente la contaminazione del punk. Nel 1979 suonò per l'album dei Radio Actors Nuclear Waste, con Sting alla voce.

### Produttore musicale
Negli anni ottanta si prese una pausa come musicista, pubblicò solo tre album di cui l'ultimo, And Not Or, nel 1983. Si dedicò invece con intensità alla nuova attività di produttore discografico; avrebbe in seguito dichiarato di aver imparato molto in questo campo negli anni settanta quando i suoi album furono prodotti da grandi professionisti come Todd Rundgren e Nick Mason. In molti degli album che ha prodotto ha anche collaborato al missaggio e all'arrangiamento delle tracce. Tra i musicisti con cui ha lavorato in questo campo ci sono gli It Bites, i Simple Minds, Murray Head, Nash the Slash, i Real Life, i Cock Robin e Robyn Hitchcock.
Negli anni novanta produsse prima il disco eponimo dei Charlatans nel 1995, e si dedicò poi alla produzione di uno spettacolo di musica raï chiamato "1,2,3 Soleils", nel quale si esibivano gli algerini Faudel, Rachid Taha e Cheb Khaled. Nello stesso periodo, arrangiò anche molte canzoni di Latifa. L'interesse per la musica raï lo porterà a collaborare diverse volte con Rachid Taha, sia come chitarrista che come produttore.

### Ripresa dell'attività di musicista
Sempre negli anni novanta, Hillage ritornò a registrare album dedicandosi con Miquette Giraudy all'ambient/dance music e formando il gruppo System 7, che destò subito l'interesse della scena "dance" dell'underground londinese. Nello stesso periodo, sempre con la Giraudy, fondò l'etichetta A-Wave. Negli anni settanta aveva apprezzato la musica elettronica dei Kraftwerk e nei suoi ultimi album degli anni settanta aveva inserito strumenti come il sequencer ed il sintetizzatore. Si era ulteriormente avvicinato all'elettronica quando aveva prodotto gruppi come i Simple Minds negli anni ottanta. Furono questi alcuni dei motivi che lo hanno spinto alla svolta musicale degli anni novanta, considerando la propria musica elettronica un'evoluzione del rock psichedelico.
Nelle composizioni dei System 7, oltre a varie tastiere ed altri strumenti elettronici, suonati da Hillage ma soprattutto dalla Giraudy, hanno trovato spazio i tradizionali assoli di chitarra di Hillage. Ne risulta una musica particolarmente originale che si differenzia da quella di altri artisti della musica dance ed elettronica in generale.
Riprese inoltre a pubblicare album come solista con una band rinnovata; nel 2003 uscì Light in the Sky e nel 2004 Live at Deeply Vale Festival 1978. Nel 2004 suonò nell'album Spirals in Hyperspace degli Ozric Tentacles. Nel 2005 nacque il progetto Mirror System, che espanse la dimensione chillout dei System 7 nell'eponimo album di esordio Mirror System, cui fece seguito nel 2010 Reflector, una DJ compilation di brani remissati dei System 7 già elaborati da DJ come Trentemøller e Bluetech.
Nel novembre del 2006 partecipò alla riunione dei Gong chiamata  Gong Unconvention, tenuta al celebre Melkweg di Amsterdam. Salì sul palco con la Steve Hillage band, esibendosi nei brani dei suoi album degli anni settanta, con i System 7 e con gli stessi Gong, suonando brani della trilogia di Radio Gnome. L'evento di Amsterdam portò alla fondazione dell'etichetta G-Wave, che pubblica esclusivamente album dei Gong e della Steve Hillage band. La rinnovata collaborazione con i Gong riprese in una serie di concerti a Londra nel giugno del 2008 e soprattutto con la registrazione nel 2009 dell'album 2032. Questo lavoro segnò il massiccio ritorno del gruppo alle tematiche della mitologia Gong, parzialmente abbandonate dopo l'album You, che era stata l'ultima occasione in cui Allen ed Hillage avevano registrato assieme in studio. Hillage e la sua band parteciparono a diversi concerti dei Gong che precedettero e seguirono la pubblicazione di 2032. Negli anni successivi, pur rimanendo consolidato il suo rapporto con i Gong, Hillage avrebbe diradato i suoi impegni con la band di Daevid Allen.
Dalla collaborazione tra System 7 ed il gruppo rock giapponese Rovo nacque il progetto rock-dance Phoenix Rising, che portò nel 2013 alla pubblicazione dell'album omonimo, in cui Hillage si esibisce in frequenti assoli rock alla chitarra. Tra le altre collaborazioni successive vi sono state quelle con Alex Paterson e i suoi The Orb. Nel 2015 la A-Wave ha pubblicato l'album N + X, attribuito a System 7 e Mirror System.

## Discografia
- (1975) Fish Rising
- (1976) L
- (1977) Motivation Radio
- (1978) Green
- (1979) Live Herald
- (1979) Rainbow Dome Musick
- (1979) Open
- (1980) Aura
- (1983) For To Next
- (1983) And Not Or
- (1994) BBC Radio 1 Live
- (2003) Light in the Sky
- (2004) Live at Deeply Vale Festival 1978
- (2008) Evan Marc & Steve Hillage - Dreamtime Submersible (Somnia Records)

### Collaborazioni e progetti musicali

#### Arzachel
- (1969) Arzachel

#### Khan
- (1972) Space Shanty

#### Gong
- (1973) Flying Teapot Virgin (V2002)
- (1973) Angel's Egg (Radio Gnome Invisible, Pt. 2) Virgin (V2007)
- (1974) You Virgin (V2019)
- (1975) Shamal Virgin (V2046)
- (2009) 2032 G-Wave CD(AAGWCD001) LP(AAGWLPX001)

#### System 7
- (1991) System 7
- (1993) 777
- (1994) The Fire Album
- (1994) The Water Album
- (1996) System Express
- (1997) Golden Section
- (2002) Seventh Wave
- (2002) Mysterious Traveller
- (2006) Encantado
- (2006) Live Trasmissions
- (2008) Phoenix
- (2011) Up
- (2013) Phoenix Rising (con il gruppo giapponese Rovo)
- (2015) N + X (attribuito a System 7 / Mirror System)